# Bossa Nova Mińsk
Bossa Nova Mińsk – białoruski klub szachowy z siedzibą w Mińsku.

## Historia
Klub został założony w 2013 roku z inicjatywy Iwana Kula. W tym samym roku wystartował w mistrzostwach Białorusi, zajmując szóste miejsce. Od 2014 roku klub wystawiał drużynę kobiecą. W 2015 roku zespół zadebiutował w Pucharze Europy kobiet. Bossa Nova wygrał wówczas z Hapoelem Riszon le-Cijjon, Midland Monarchs, Oslo SS i Herzliya Chess Club, a przegrał z SzSM Moskwa, De Stukkenjagers i Noną Batumi, w klasyfikacji końcowej zajmując piąte miejsce. W 2017 roku klub uzyskał czwarte miejsce w mistrzostwach kraju. W Pucharze Europy kobiet klub wygrał z Aegeanem, Mediterraneanem, Odlarem Yurdu, Anatolią i Philidorem Mulhouse, natomiast przegrał z SzSM Moskwa i Noną Batumi. W klasyfikacji końcowej białoruski zespół zajął trzecią pozycję.
Zawodnikami klubu byli m.in. Wołha Badełka, Igor Łucko, Lanita Scjacko, Jelena Zajac, Nastassia Ziaziulkina i Natalija Żukowa.